# 洛克希德·馬丁X-59 QueSST
洛克希德·馬丁X-59 QueSST（"靜音超音速科技"）是一架美國實驗性超音速飛機，由臭鼬工廠為NASA的低音爆飛行展示項目而開發的。初步設計於2016年2月開始，X-59將於2021年交付給NASA，2022年進行飛行測試。

## 外部連結
- . Lockheed Martin. September 2, 2021  [2022-10-07]. （原始内容存档于2017-07-06）.
- . NASA. February 15, 2018  [2022-10-07]. （原始内容存档于2022-10-08）.